# Belenus
Belenus je keltský bůh léčení. Jeho dalšími jmény, přízvisky či jemu podobnými božstvy jsou Grannus, Citharoedus, Moritasgus, Vindonnus a Borvo. Všechna tato jména známe z nápisů u léčivých pramenů. Belena i další zmíněná božstva lze ztotožnit s galským „Apollónem“ zmiňovaným Juliem Caesarem v Zápiscích o válce galské z 1. století př. n. l. jako božstvo zahánějící nemoci. Caesar taktéž uvádí že tento Apollón byl pro Galy druhým nejdůležitějším božstvem, hned po „Merkurovi“, nejspíše tedy Lugovi-Esovi. Je zpravidla také vykládán jako sluneční božstvo a to pro své ztotožnění s Apollónem, předpokládanou etymologii jména a možnou symbolickou souvislost mezi horkými prameny a sluncem.
Nápisy věnované Belenovi byly nalezeny od Jaderského moře po Skotsko, ještě z 3. století je doložen jeho kult ve východních Alpách, jako jeho partnerka v nich někdy vystupuje Damona, ctěná v severovýchodní Galii či Sirona, ctěná od Maďarska po Bretaň. Borvo, též Bormanus či Bormo, je doložen od severovýchodní Francie po Galicii, často s již zmiňovanou Damonou. Na jednom z nálezů z Vichy je vyobrazen s helmou a štítem proti rohatému hadovi, což napovídá i možné válečné funkci. Moristasgus je doložen z burgundské Alésie.
S galským Apollónem však může být ztotožněn Maponos uctívaný v Galii, kde je taktéž jeho jméno nalézáno u léčivých pramenů, a především v severní Británii. Jeho velšským protějškem je Mabon a irským Óengus Óg.
Jeho jméno lze spojit s kořenem *bel- který může znamenat „jasný, zařící“ a nejspíše se ozývá i v názvu gaelského svátku beltaine „jasný oheň“. Jméno Grannus lze spojit se staroirským grián „slunce“.